# 九龍佑寧堂

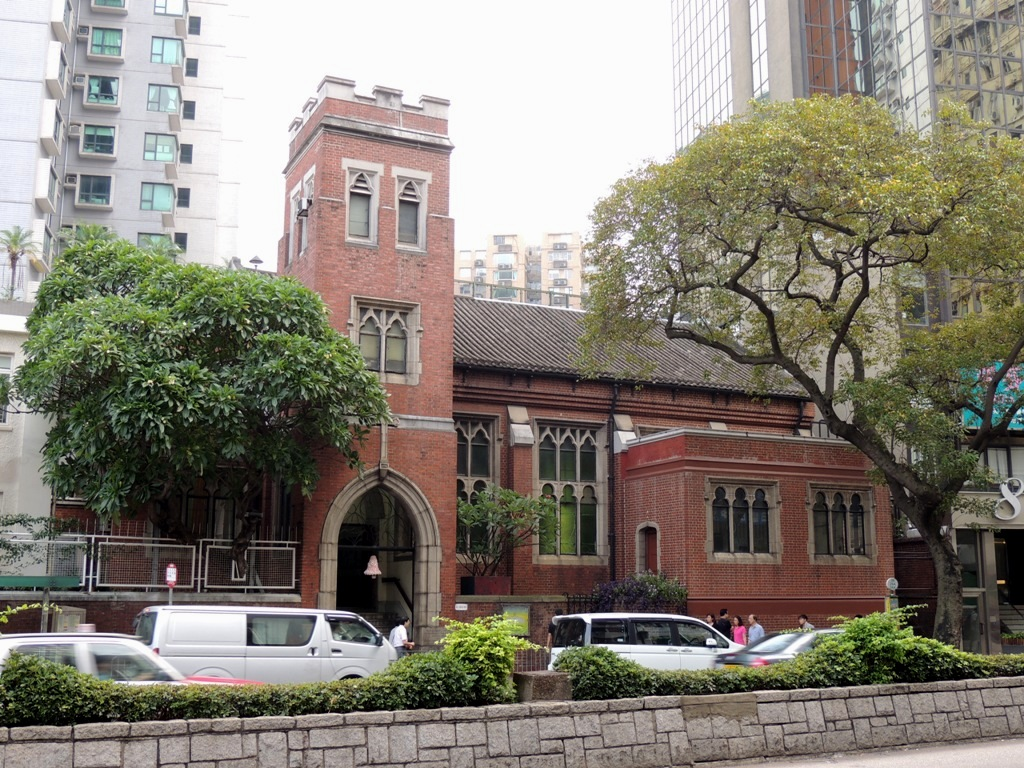
九龍佑寧堂

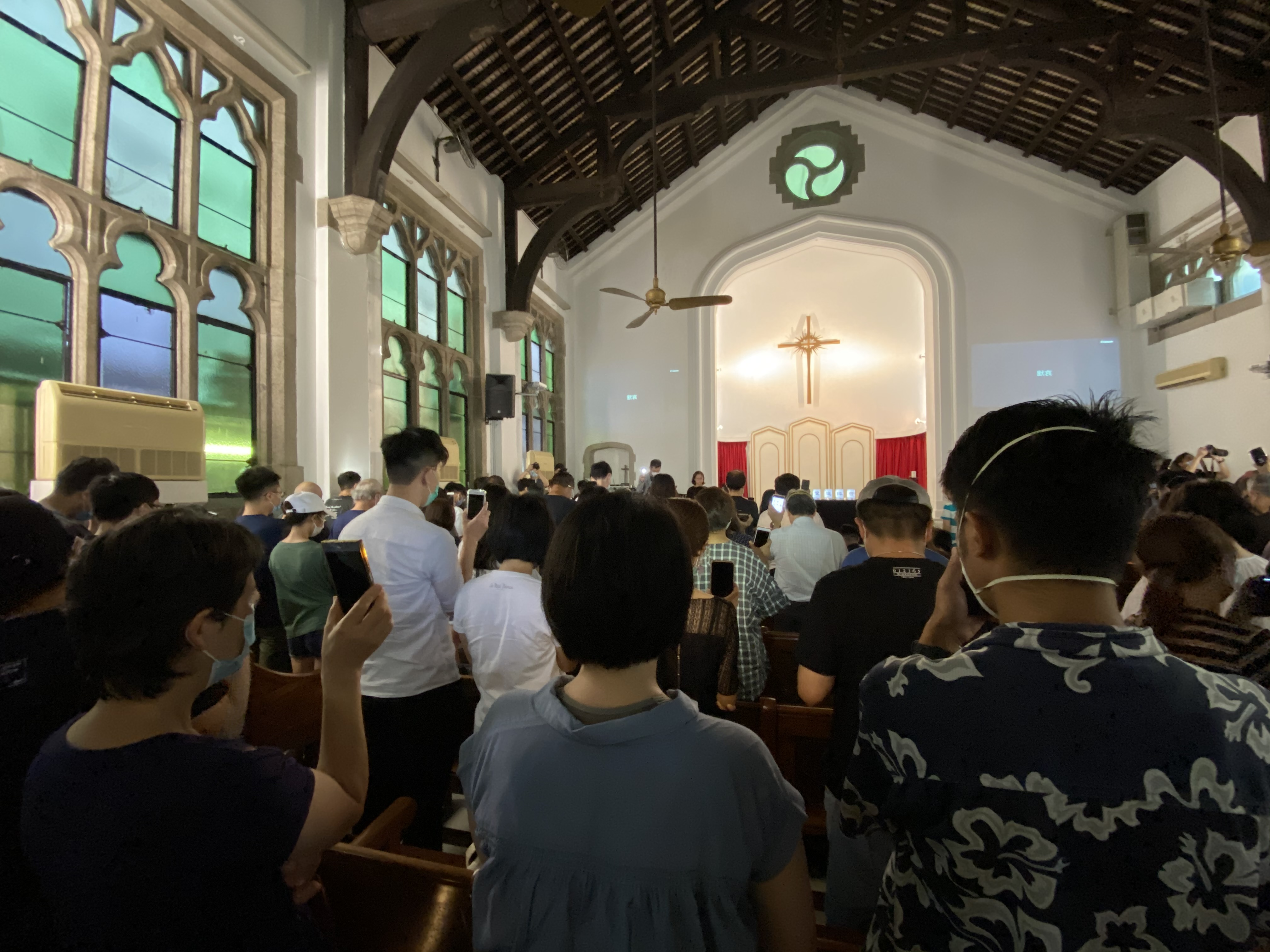
佑寧堂內貌

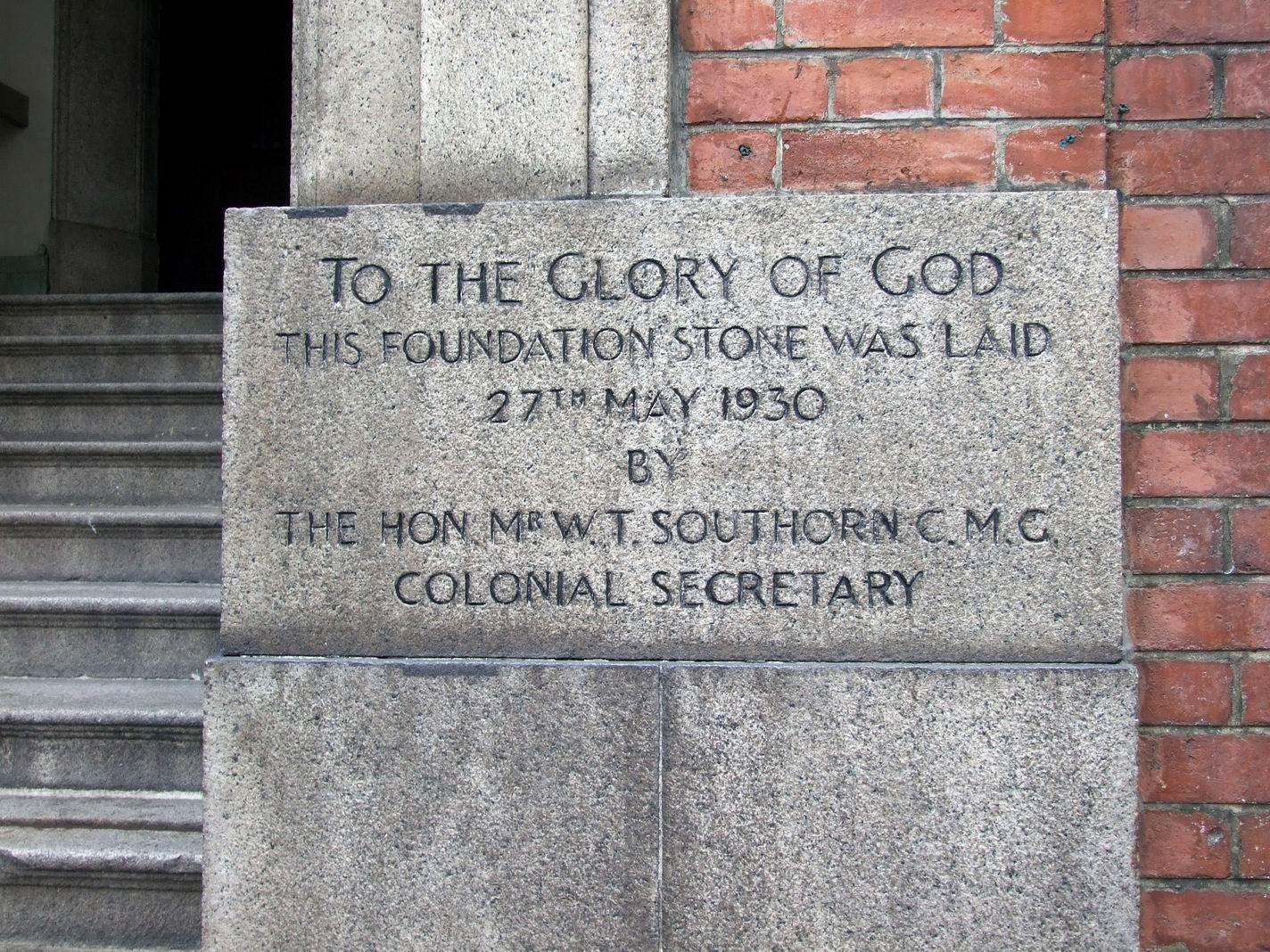
九龍佑寧堂基石

九龍佑寧堂（英語：Kowloon Union Church）於1927年成立，是香港一座英語傳道跨宗派基督新教教堂，位於九龍佐敦道4號，現被列為香港法定古蹟。建築屬簡約垂直哥德式建築，建有中式金字瓦頂，屋頂採用香港較罕有的全木樑結構，歷史建築學者陳天權相信它可能是全港最後一座哥德復興式教堂。
九龍佑寧堂是香港基督教協進會的教會會員。九龍佑寧堂亦會借出場地及設施供其他基督教團體使用，其中包括採用粵語傳道的合一堂及普通話傳道的信義會，也包括眾樂教會及基督路小教會。

## 歷史
英國雖然早於1860年已佔領九龍，但直到20世紀初才吸引較多歐籍居民，1902年克寧牧師（英語：Rev. Charles Herbert Hickling）在九龍英童學校（英語：Kowloon British School）開始宗教聚會，但在短時間內停辦，到1905年聖安德烈堂建成後，教友轉到該處舉行主日崇拜。
1922年約200名居住在九龍的教友簽署一封請願信，向政府申請撥地興建一所類似香港佑寧堂跨宗派的教堂，曾捐款興建聖安德烈堂的保羅·遮打爵士承諾如獲政府撥地，將會支付建築費用。
1923年莊士敦牧師（英語：Rev. James Horace Johnston）抵港著手在九龍成立聚會，首個聚會於1924年1月第一個星期日在中央英童學校（英語：Central British School）舉行。同年9月19日，教堂首座建築物（現今教堂的禮堂）開放給公眾崇拜。九龍佑寧堂於1927年正式成立，神學上教堂隸屬基督新教，其任命的主任牧師亦是由主流基督新教教会全體牧師中選出，但教堂的會籍則開放給所有事奉基督為主的教友。
政府原本答應在油麻地九龍醫院後面預留一幅龐大土地供九龍佑寧堂建立永久會址，但最終以官涌現址代替，於1930年5月28日舉行奠基，教堂及牧師住宅於1931年4月10日落成啟用。
第二次世界大戰日治時期教堂暫停活動，教堂建築物受到嚴重破壞，所有家具及設備被搜劫一空，學校禮堂的屋頂被拆除，而教堂禮堂被改為馬槽。戰後教堂重修，在購置家具時於一間二手店找回兩張靠背長椅，教堂於1947年10月19日重開。教堂逐漸擴建，1955年兩層的主日學院落成，地下為小禮堂，而樓上為課室。
2017年6月8日，古物諮詢委員會通過將九龍佑寧堂列為法定古蹟。

## 關注計劃
九龍佑寧堂每年會撥出部分資金支援香港、亞洲以至世界各地一些小團體的工作，2006年受惠團體包括：
- 西藏慈善團體 （页面存档备份，存于）
- 香港外傭之家
- 緬甸學童
- 四川神學院 （页面存档备份，存于）
- 可愛忠實之家 （页面存档备份，存于）
- 傳教及關注計劃緊急基金（英語：MOF Emergency Fund）

## 資料來源
1. 1 2  . 香港01. 2017-06-08  [2020-09-29]. （原始内容存档于2020-03-15）.
2. ↑  . 蘋果日報. 2017-06-08  [2017-06-17]. （原始内容存档于2017-06-17）.
3. ↑  康樂及文化事務署 古物古蹟辦事處.  (PDF). 2017-06-08  [2018-09-27]. （原始内容存档 (PDF)于2019-10-26）.
4. ↑  彭麗芳. . 明周. 2017-06-16  [2018-09-27]. （原始内容存档于2018-09-28）.
5. ↑  . Kegan Paul, Trench, Trübner & Co. Ltd. 1906年.
6. ↑  . Ferryhill Parish Church of Scotland. 2010年3月21日  [2021年5月16日]. （原始内容存档于2021年5月16日）.
7. ↑  . Ferryhill Parish Church of Scotland. 2009年2月24日  [2021年5月16日]. （原始内容存档于2021年5月16日）.

- 1984年「九龍佑寧堂60周年紀念」所寫的文章

## 外部連結
- 九龍佑寧堂 （页面存档备份，存于）
- 第1032章 《九龍佑寧堂法團條例》